# Antonio Sande
Antonio Sande, född 7 februari 1909, är en argentinsk friidrottare. Han deltog vid olympiska sommarspelen 1936.